# Playmobil FunPark
Playmobil FunPark er en kæde af forlystelsesparker tilhørende geobra Brandstätter, der fremstiller legetøjet Playmobil. Den første park blev åbnet i 1991 i form af et indendørs område ved Playmobils hovedsæde i Zirndorf i Landkreis Fürth nær Nürnberg og blev udvidet med et udendørsområde i 2000. Udover denne 90.000 m² store park er der fem andre parker i Fresnes ved Paris, Athen, Palm Beach Gardens og ved Ħal-Far på Malta. I Orlando i Florida var der også en Playmobil FunPark, men den blev lukket 22. januar 2007.
Ideen til Playmobil FunPark kom fra geobra Brandstätters ejer Horst Brandstätter, der blandt andet gerne ville modvirke den stillesiddende livsstil blandt børn. Fokus er derfor ikke på kørende forlystelser men derimod tematiserede legepladser, der fordrer de besøgendes aktive medvirken. Børn skal selv lege aktivt der og ikke leges for.